# Luxemburg i olympiska vinterspelen 2014
Luxemburg deltog med en deltagare vid de olympiska vinterspelen 2014 i Sotji.  Landets deltagare erövrade ingen medalj.